# 李起龍
李起龍（？年—？年），字霖蒼，號景純，直隸南宮縣（今河北省南宮市）人。明末清初政治人物，崇禎丁丑進士，官行人司行人。明亡仕清，官至陝西按察使。

## 生平
崇禎九年丙子科鄉試第一百二十名舉人，十年（1637年）丁丑科進士。户部觀政，十一年授行人司行人，十二年丁憂，十四年補原官。崇禎十五年（1642年），出典壬午科雲南鄉試。甲申之變，拒降李自成。清軍入北京，詔臣民哭崇禎帝，李起龍衰絰痛哭，中風歸里。
不久，經推薦，仍補行人，陞禮部郎中。歷官陜西大同道參議兼僉事，陞洮岷道副使，政績卓著。官至陝西按察司。致仕歸，杜門三十餘年卒。

## 家族
曾祖李榛，寿官；祖李祯，封知县贈儒林郎光禄寺丞；父李文熙，萬曆丙戌進士，山东道御史、升南太仆寺卿。